# مسجد المكحل
يعتبر جامع المكحل أحد اقدم مساجد مدينة بنغازي فتاريخ تأسيسه يعود إلى عام 1865م،  وشيد من قبل أحد وجهاء مدينة بنغازي وهو السيد سليمان باشا غريبيل المكحل، ويقع هذا المسجد في شارع المكحل، والذي أشتهر في الخمسينيات بشارع الحمام نسبة لمبنى الحمام التركي، والذي تأسس في نفس الشارع عام 1855م، من قبل نفس مؤسس المسجد السيد سليمان باشا غريبيل المكحل أحد حفدة الشيخ العالم سيدي غريبيل المكحل دفين الشارع والمحلة التي يحملان أسمه ببنغازي بوسط سوق الحوت.
ومن أشهر شيوخ هذا المسجد الشيخ محمد بوظهير والشيخ محمد بن خليل أمام المسجد عام 1884م،  ومن وعاظ المسجد في شهر رمضان في ثلاثينات القرن الماضي الاستاذ عبد الجواد الفريطيس، ومن الطلبة الذين حفظوا القرآن في هذه المسجد في فترة من حياتهم الشيخ فرج بوعود والشيخ علي بوزغيبة والشيخ محمد بوسنينه.